# Stenolophus fuscatus
Stenolophus fuscatus är en skalbaggsart som beskrevs av Pierre François Marie Auguste Dejean. Stenolophus fuscatus ingår i släktet Stenolophus och familjen jordlöpare. Inga underarter finns listade i Catalogue of Life.